# Fisherman's Wharf (San Francisco)

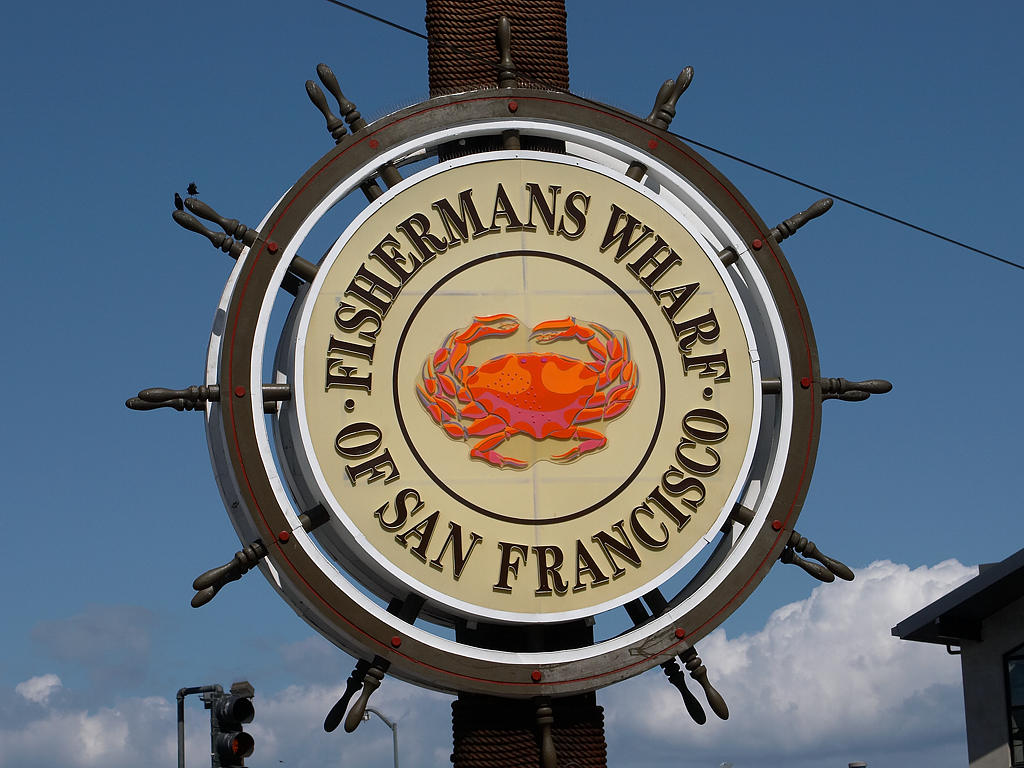
Cartel de Fisherman's Wharf.

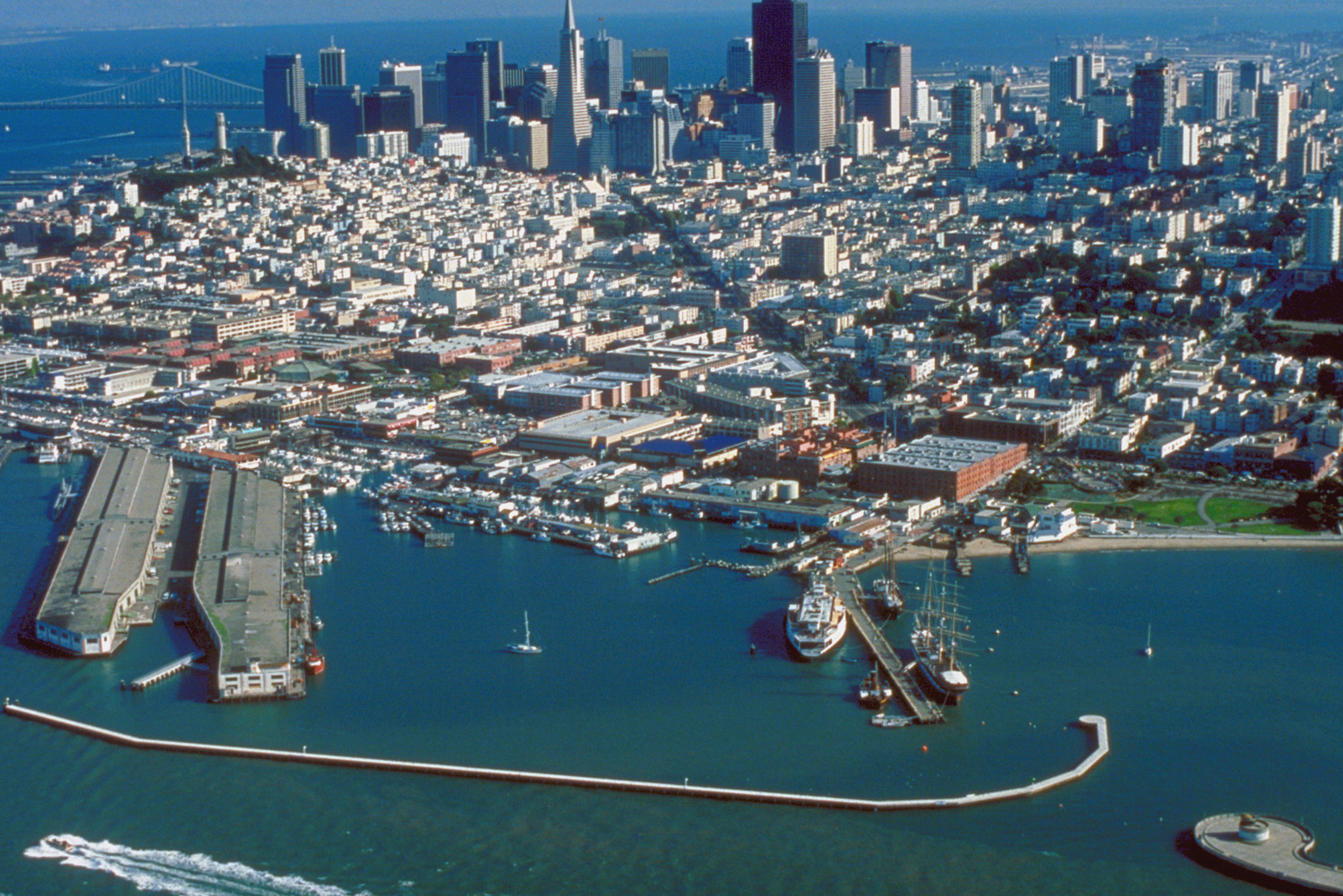
Vista aérea de Fisherman's Wharf.

Fisherman's Wharf (en español: «Muelle del pescador») es un barrio y una popular atracción turística de San Francisco, California.
Se extiende alrededor de la costa norte de la zona de San Francisco desde Ghirardelli Square o Van Ness Avenue hacia el este hasta el muelle 35 o Kearny Street. Es conocido por ser la ubicación de Pier 39, el Parque Marítimo Histórico Nacional de San Francisco, el Centro Comercial Cannery, Ghirardelli Square, un museo de Ripley, ¡aunque usted no lo crea!, el Musée Mécanique, el Museo de Cera, Forbes Island y varios restaurantes y puestos que ofrecen marisco fresco, sobre todo el cangrejo dungeness y sopa de almejas en un tazón de pan de masa madre. Algunos restaurantes como Pompeya y Alioto's , acumulan tres generaciones familiares de experiencia. Cerca de Pier 45 hay una capilla en memoria de los "pescadores perdidos" de San Francisco y del Norte de California.